# رويترين
رويترين (3-هيدروكسي بروبيونالديهيد) هو مركب عضوي له الصيغة HOCH 2 CH 2 CHO. وهو جزيء ثنائي الوظيفة، يحتوي على كل من مجموعات وظيفية هيدروكسي وألدهيد.
يشتق اسم رويترين من  عصية رويتر اللبنية Lactobacillus reuteri والذي ينتج المركب صناعيًا من الغليسيرول كمضاد حيوي واسع المجال (مبيد جرثومي).

## هيكل المحلول
في محلول مائي يوجد 3-هيدروكسي بروبيونالدهيد في حالة توازن مع هيدراته (1،1،3-بروبانيتريول)، حيث تتحول مجموعة الألدهيد إلى ديول متشابه:
HOCH 2 CH 2 CHO + H 2 O → HOCH 2 CH 2 CH (OH) 2
تكون الهيدرات أيضًا في حالة توازن مع ثنائياتها (2- (2-هيدروكسي إيثيل) -4-هيدروكسي-1،3-ديوكسان)، والتي تسود بتركيزات عالية. هذه المكونات الثلاثة: الألدهيد وثنائياته والهيدرات في توازن ديناميكي.
إلى جانب ذلك، يعاني 3-هيدروكسي بروبيونالدهيد من جفاف تلقائي في محلول مائي ويسمى الجزيء الناتج أكرولين.
في الواقع، مصطلح رويترين هو الاسم الذي يطلق على النظام الديناميكي المكون من 3-هيدروكسي بروبيونالدهيد وهيدراته والديمر والأكرولين. ضُمِّن الجزيء الأخير -الأكرولين- مؤخرًا في تعريف الريوترين.

## التخليق الحيوي

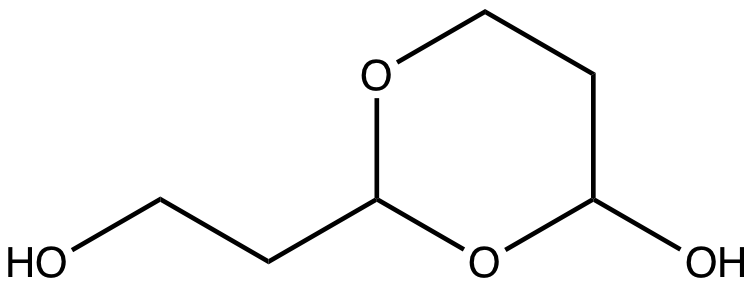
هيكل ديمر 3-هيدروكسي بروبيونالديهيد

يتكون 3-هيدروكسي بروبيونالديهيد من تكثيف الأسيتالديهيد والفورمالديهايد. كان هذا التفاعل -عند إجرائه في الطور الغازي- أساس أكرولين طريق صناعي عفا عليه الزمن الآن:
CH3CHO + CH2O → HOCH2CH2CHO
HOCH2CH2CHO → CH2 = CHCHO + H2O
في الوقت الحاضر 3-هيدروكسي بروبيونالدهيد هو وسيط في إنتاج بنتاريثريتول.
كما يُعد الرويترين وسيط في استقلاب الغليسرول إلى 1،3-بروبانديول محفز بواسطة سيانوكوبالامين المعتمد على غليسرول ديهيدراتاز.

## النشاط الحيوي
الرويترين هو مركب قوي مضاد للميكروبات ينتج عن عصية رويتر اللبنية، وهو وسيط في استقلاب الغليسرول إلى 1،3-بروبانديول محفزًا بواسطة السيانوكوبالامين المعتمد على ديهيدراز.
يمنع الرويترين نمو بعض البكتيريا الضارة سلبية الجرام وإيجابية الجرام جنبًا إلى جنب مع الخمائر والعفن والأوليات. يمكن أن تفرز الملبنة الرويتيرية كميات كافية من الريوترين لمنع نمو كائنات الأمعاء الضارة دون قتل النبيت الجرثومي المعوي مما يسمح للملبنة الرويتيرية بإزالة غزوات الأمعاء مع الحفاظ على فلورا الأمعاء الطبيعية سليمة.
الروترين قابل للذوبان في الماء، وهو فعال في نطاق واسع من الأس الهيدروجيني، ومقاوم للأنزيمات المحللة للبروتين والدهون، وقد دُرِسَ على أنه مادة حافظة للأغذية أو عامل علاجي مساعد.
أظهر الروترين مركبًا مستخلصًا قدرته على قتل الإشريكية القولونية O157: H7 واللستيريا المولدة للوحيدات مع إضافة حمض اللاكتيك مما يزيد من فعاليته. كما أُثبِتت قدرته على قتل الإشريكية القولونية O157: H7 عندما تُنتَج بواسطة الملبنة الرويتيرية.